# Heinz Fraas
Heinz Fraas (* 7. März 1941 in Heidelberg) ist ein deutscher Politiker (SPD).

## Leben und Beruf
Nach dem Besuch der Volks- und Realschule in Wald-Michelbach absolvierte Fraas eine Ausbildung zum Groß- und Außenhandelskaufmann in Weinheim. Er war von 1965 bis 1977 als technischer Vertriebskaufmann bei der Siemens AG beschäftigt und machte sich anschließend als Kaufmann selbstständig.

## Partei
Fraas trat im Jahr 1965 der SPD bei, schloss sich den Jungsozialisten an und war von 1967 bis 1970 Vorsitzender der Jusos für den SPD-Unterbezirk Bergstraße. In den Jahren 1977 bis 1982 leitete er den Unterbezirk.

## Abgeordneter
Fraas wurde in den Rat der Gemeinde Mörlenbach gewählt und war von 1968 bis 1985 Kreistagsmitglied des Landkreises Bergstraße. Dem Hessischen Landtag gehörte er von 1974 bis zu seiner Mandatsniederlegung am 10. Juli 1989 an.

## Öffentliche Ämter
Fraas war von 1985 bis 1989 ehrenamtlicher Erster Beigeordneter und anschließend bis 1995 hauptamtlicher Erster Kreisbeigeordneter des Landkreises Bergstraße und damit stellvertretender Landrat. In dieser Funktion leitete er als Dezernent das Schulamt, das Sozialamt sowie das Flüchtlingsamt des Kreises.

## Ehrungen
- 1987: Bundesverdienstkreuz am Bande
- Bundesverdienstkreuz I. Klasse
- Ehrenbrief des Landes Hessen